# Kevin Castañeda
Kevin Castañeda Vargas (Guadalajara, 28 ottobre 1999) è un calciatore messicano, centrocampista del Club Tijuana.

## Caratteristiche tecniche
È un centrocampista offensivo.

## Carriera
Cresciuto nel settore giovanile del Toluca, esordisce in prima squadra il 22 luglio 2018 in occasione dell'incontro di Liga MX vinto 2-0 contro il Monarcas Morelia. Due settimane più tardi segna la sua prima rete nel corso del match di Copa MX perso 3-2 contro il Juárez.
Nel 2020 si laurea capocannoniere della Copa MX con 7 reti segnate a pari merito con Vincent Janssen.

## Statistiche
Statistiche aggiornate al 22 luglio 2025.

### Presenze e reti nei club
| Stagione            | Squadra             | Campionato          | Campionato | Campionato | Coppe nazionali | Coppe nazionali | Coppe nazionali | Coppe continentali | Coppe continentali | Coppe continentali | Altre coppe | Altre coppe | Altre coppe | Totale | Totale | Totale |
| Stagione            | Squadra             | Comp                | Pres       | Reti       | Comp            | Pres            | Reti            | Comp               | Pres               | Reti               | Comp        | Pres        | Reti        | Pres   | Reti   |        |
| ------------------- | ------------------- | ------------------- | ---------- | ---------- | --------------- | --------------- | --------------- | ------------------ | ------------------ | ------------------ | ----------- | ----------- | ----------- | ------ | ------ | ------ |
| 2018-2019           | Toluca              | LMX                 | 3          | 0          | CM              | 2               | 1               | CCL                | 0                  | 0                  |             | -           | -           | 5      | 1      |        |
| 2019-2020           | Toluca              | LMX                 | 9          | 1          | CM              | 9               | 7               |                    | -                  | -                  |             | -           | -           | 18     | 8      |        |
| 2020-2021           | Toluca              | LMX                 | 26+4       | 2+1        | -               | -               | -               |                    | -                  | -                  |             | -           | -           | 30     | 3      |        |
| 2021-2022           | Toluca              | LMX                 | 28+1       | 1          | -               | -               | -               |                    | -                  | -                  |             | -           | -           | 29     | 1      |        |
| Totale Toluca       | Totale Toluca       | Totale Toluca       | 66+5       | 4+1        |                 | 11              | 8               |                    | 0                  | 0                  |             | -           | -           | 82     | 13     |        |
| 2022-2023           | Club Tijuana        | PD                  | 11         | 0          | -               | -               | -               |                    | -                  | -                  |             | -           | -           | 11     | 0      |        |
| 2023-2024           | Club Tijuana        | PD                  | 30         | 3          |                 | -               | -               |                    | -                  | -                  | LC          | 2           | 0           | 32     | 3      |        |
| 2024-2025           | Club Tijuana        | PD                  | 30+4       | 7+1        |                 | -               | -               |                    | -                  | -                  | LC          | 2           | 1           | 36     | 9      |        |
| 2025-2026           | Club Tijuana        | PD                  | 3          | 0          |                 | -               | -               |                    | -                  | -                  | LC          | 0           | 0           | 3      | 0      |        |
| Totale Club Tijuana | Totale Club Tijuana | Totale Club Tijuana | 74+4       | 10+1       |                 | -               | -               |                    | -                  | -                  |             | 4           | 1           | 82     | 12     |        |
| Totale carriera     | Totale carriera     | Totale carriera     | 149        | 16         |                 | 11              | 8               |                    | 0                  | 0                  |             | 4           | 1           | 164    | 25     |        |

## Palmarès

### Individuale
- Capocannoniere della Copa MX: 1

Toluca: 2019-2020 (7 gol)